# Hydrotalciet

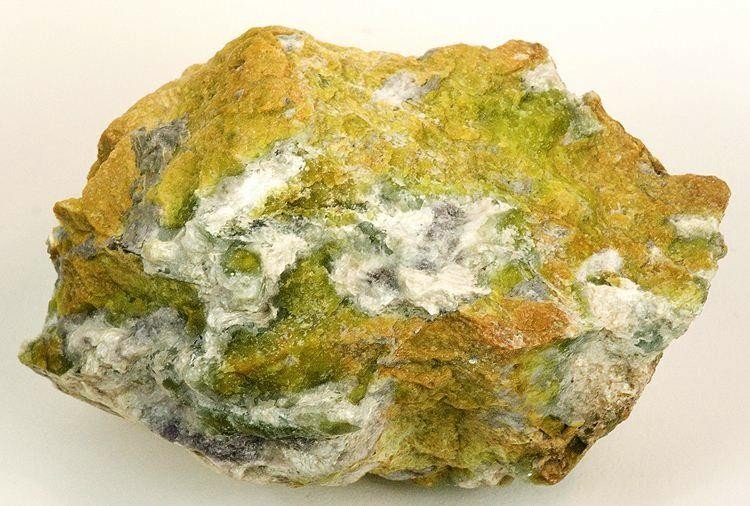
Hydrotalciet

Het mineraal hydrotalciet is een gehydrateerd magnesium-aluminium-carbonaat met de chemische formule Mg6Al2(CO3)(OH)16·4(H2O).

## Eigenschappen
Het kleurloze of witte hydrotalciet heeft een witte streepkleur, een parelglans en een perfecte splijting volgens een onbekend kristalvlak. De gemiddelde dichtheid is 2,06 en de hardheid is 2. Het kristalstelsel is trigonaal en hydrotalciet is niet radioactief.
Hydrotalciet kan synthetisch worden gemaakt uit magnesiumchloride, aluminiumsulfaat, soda, en natronloog. Het wordt gebruikt voor het wegvangen van chloride in maagzuur en in de kunststof pvc.